# Korona Kielce
Korona Kielce (offiziell Sportowa Spółka Akcyjna Korona Kielce) ist ein polnischer Fußballclub aus der in der Woiwodschaft Heiligkreuz gelegenen Großstadt Kielce. Korona, die Krone, ist das Symbol der Stadt und des Vereins. Seine Heimspiele trägt der Club in der Exbud Arena aus, welche über 15.550 Plätze verfügt.

## Geschichte

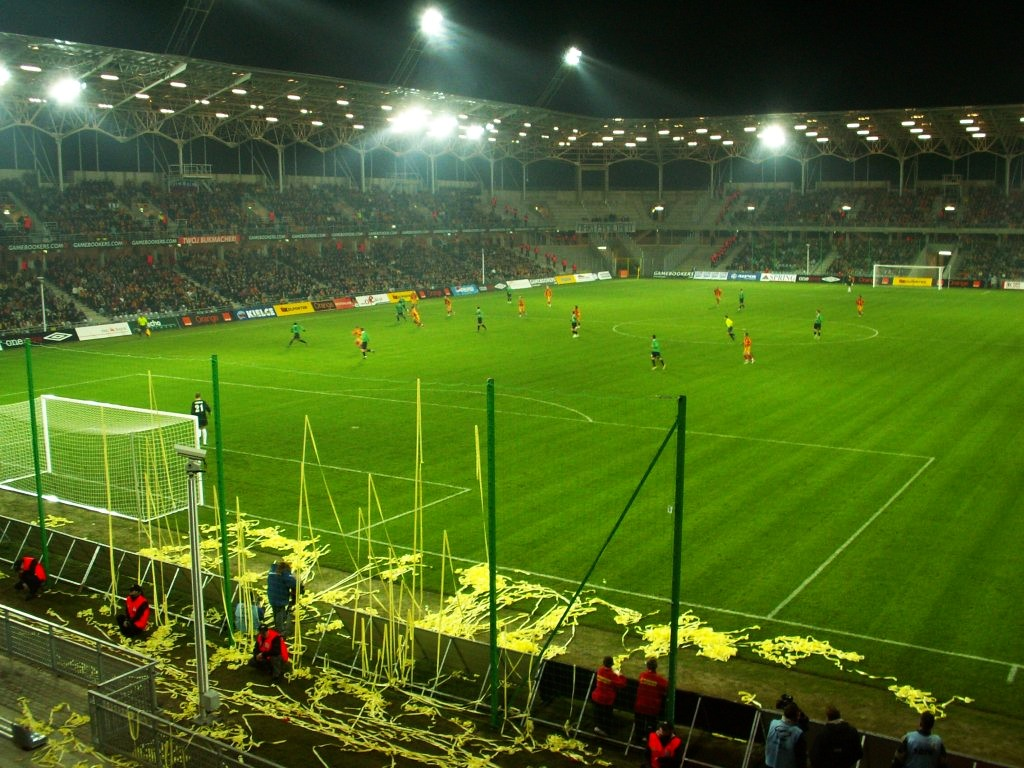
Exbud Arena

Der Verein wurde am 10. Juli 1973 gegründet, als die beiden Kielcer Klubs Iskra und SHL fusionierten. 1975 stieg Korona Kielce erstmals in die zweite polnische Liga auf, konnte sich jedoch nicht durchsetzen und stieg wieder ab. Von 1982 bis 1990 spielte der Verein erneut in der zweiten Liga. Im Jahr 1996 übernahm Nida Gips Korona und es kam zur Umbenennung in Miejski Klub Sportowy Sekcja Futbolowa Korona. Es folgte ein weiteres Jahr in der zweiten Liga 1998/99 und ein erneuter Abstieg. Ein Jahr später fusionierte der Klub mit einem weiteren Team der Stadt – Błękitni Kielce – und wurde in Kielecki Klub Piłkarski Korona umbenannt. 2002 wurde das polnische Pressevertriebsunternehmen Kolporter S.A. Sponsor des Vereins. Innerhalb von vier Jahren stieg der Klub nun von der dritten Liga in die Ekstraklasa – Polens höchste Spielklasse – auf. Seitdem wird der Verein von vielen polnischen Spielern als große Perspektive betrachtet. Allein in den ersten beiden Jahren der Erstligazugehörigkeit wurden bereits fünf Spieler des Teams in die polnische Fußballnationalmannschaft berufen. Aufgrund ihrer offensiven Spielweise gelten sie als die attraktivste Mannschaft der Ekstraklasa und deren Spiele werden regelmäßig im polnischen Fernsehen übertragen. Dies fördert die ohnehin gute finanzielle Situation des Vereins noch weiter. Nach der Saison 2008 musste der Verein wegen der Beteiligung an einer Korruptionsaffäre in die zweitklassige 1. Liga zwangsabsteigen. Am Ende der Saison 2008/09 gelang – durch den Lizenzentzug für Widzew Lodz – der direkte Wiederaufstieg in die Ekstraklasa.
Am 11. April 2017 übernahm Dieter Burdenski – Ex-Torwart von Werder Bremen – die Vereinsmehrheit und zahlte für 72 Prozent der Anteile 850.000 Euro; die restlichen Anteile verblieben bei der Stadt Kielce. Burdenski wollte den Verein langfristig aufbauen. Den Kontakt stellte der frühere Oldenburger Kapitän und Freund Krzysztof Zajac her, der auch neuer Präsident des Klubs ist. Als Geschäftsführer wurde Dominic Niehoff verpflichtet.
Nach der Saison 2019/20 stieg Kielce jedoch erneut in die 1. Liga ab und kehrte zur Saison 2022/23 ins polnische Oberhaus zurück.

### Erfolge
- Pokalfinalist: 2007

## Namensänderungen
- 1973 – KSS Korona Kielce
- 1996 – MKS SF Korona Kielce
- 2000 – KKP Korona Kielce
- 2002 – MKS Kolporter Korona Kielce
- 2008 – MKS Korona Kielce

## Kader 2025/26
Stand: 14. August 2025
| Nr. |           | Position | Name               |
| --- | --------- | -------- | ------------------ |
| 1   | Polen     | TW       | Xavier Dziekoński  |
| 3   | Polen     | AB       | Konrad Matuszewski |
| 5   | Spanien   | AB       | Pau Resta          |
| 6   | Polen     | AB       | Marcel Pięczek     |
| 7   | Polen     | MF       | Dawid Blanik       |
| 8   | Belgien   | MF       | Martin Remacle     |
| 9   | Kroatien  | MF       | Stjepan Davidović  |
| 10  | Spanien   | MF       | Nono               |
| 11  | Bulgarien | ST       | Wladimir Nikolow   |
| 13  | Polen     | MF       | Miłosz Strzebonski |
| 15  | Polen     | AB       | Nikodem Niski      |
| 16  | Polen     | MF       | Jakub Kowalski     |

| Nr. |           | Position | Name              |
| --- | --------- | -------- | ----------------- |
| 17  | Polen     | ST       | Mateusz Głowiński |
| 20  | Polen     | MF       | Kacper Minuczyc   |
| 21  | Polen     | MF       | Konrad Ciszek     |
| 26  | Bulgarien | AB       | Wiktor Popow      |
| 27  | Polen     | MF       | Wojciech Kamiński |
| 37  | Polen     | MF       | Hubert Zwozny     |
| 61  | Polen     | AB       | Jakub Budnicki    |
| 70  | Spanien   | ST       | Antoñín           |
| 71  | Polen     | MF       | Wiktor Długosz    |
| 87  | Polen     | TW       | Rafał Mamla       |
| 88  | Slowenien | MF       | Tamar Svetlin     |
| 99  | Polen     | ST       | Daniel Bąk        |

## Bekannte Spieler
- Vytautas Černiauskas
- Sergei Chischnitschenko
- Radosław Cierzniak
- Aleksandrs Fertovs
- Vladislavs Gabovs
- Paweł Golański
- Daniel Gołębiewski
- Hernâni
- Dawid Janczyk
- Michał Janota
- Artur Jędrzejczyk
- Jacek Kiełb
- Tadas Kijanskas
- Wojciech Kowalewski
- Marcin Kuś
- Ilijan Mizanski
- Miguel Palanca
- Bartłomiej Pawłowski
- Grzegorz Piechna
- Marcin Robak
- Andrius Skerla
- Piotr Świerczewski